# Ploča (Prozor-Rama)
Pour les articles homonymes, voir Ploča.
Ploča (en cyrillique : Плоча) est un village de Bosnie-Herzégovine. Il est situé dans la municipalité de Prozor-Rama, dans le canton d'Herzégovine-Neretva et dans la fédération de Bosnie-et-Herzégovine. Selon les premiers résultats du recensement bosnien de 2013, il compte 319 habitants.

## Géographie
Le village est situé sur la rive septentrionale du lac de Rama.

## Démographie

### Évolution historique de la population dans la localité
| 1948 | 1953 | 1961 | 1971 | 1981 | 1991 | 2013 |
| ---- | ---- | ---- | ---- | ---- | ---- | ---- |
| -    | -    | 292  | 258  | 243  | 265  | 319  |

|  |